# Johann Sinapius
Johann Sinapius ou Johannes Sinapius (né le 11 septembre 1657 à Bad Liptsch, comté de Liptau, royaume de Hongrie et mort le 5 octobre 1725 à Liegnitz, principauté de Liegnitz) est un historien et généalogiste.

## Histoire
Sinapius est issu d'une famille de pasteurs d'origine silésienne qui émigre ensuite dans le royaume de Hongrie. Il étudie à Leipzig et obtient en 1692 un poste de pro-recteur et bibliothécaire au lycée princier d'Œls (de). En 1700, il est nommé recteur et tuteur des fils ducaux. En 1707, il est nommé recteur du lycée unifié de Liegnitz, où il travaille jusqu'à sa mort subite en 1725.
Il laisse deux ouvrages majeurs, les deux volumes Olsnographia, Beschreibung des Fürstentums Oels (Leipzig et Francfort 1707) et deux volumes des Schlesischen Curiositäten (éd. von Rohrlach), qui servent longtemps de base à la recherche généalogique silésienne : Schlesischer Curiositäten erste Vorstellung (Leipzig 1720) et le livre publié à titre posthume Des Schlesischen Adels anderer Theil oder Fortsetzung Schlesischer Curiositäten (Leipzig 1728). Les deux livres, préparés avec beaucoup de soin par l'étude des sources (qu'il énumère dans la préface), offrent une richesse d'informations inédite.
Johann Sinapius est marié avec  Maria Elisabeth Titz d'Œls depuis 1694, décédée en 1755.

## Travaux
- Olsnographia, Oder Eigentliche Beschreibung Des Oelßnischen Fürstenthums In Nieder-Schlesien, Band 1, Leipzig und Frankfurt 1707, Volltext in der Google-Buchsuche. Band 2, Leipzig 1706, Volltext in der Google-Buchsuche
- Schlesischer Curiositäten Erste Vorstellung, Darinnen die ansehnlichen Geschlechter Des Schlesischen Adels, Leipzig 1720, Digitale Bibliothek Oppeln, Volltext in der Google-Buchsuche
- Des Schlesischen Adels Anderer Theil Oder Fortsetzung Schlesischer Curiositäten, Leipzig und Breslau 1728, Volltext in der Google-Buchsuche
- Schlesischer Curiositäten Fortsetzung.  Leipzig und Breslau 1728 (Digitalisat).